# Uneven Structure
Uneven Structure est un groupe français de metal progressif, originaire de Metz, en Moselle. Le groupe est connu pour mélanger passages polyrythmiques et accordages extrêmement bas, avec un son très produit et des nappes ambiantes évoquant le post-metal. Ils sont souvent catégorisés dans le mouvement djent du fait de la sonorité de leurs guitares, proche de ce qu'on retrouve chez le groupe suédois Meshuggah.

## Histoire
Le groupe est formé après la séparation du groupe Longchat, auquel participaient Igor Omodei et Benoit Friedrich. En 2009, un premier EP intitulé 8 est mis en ligne sur leur site. Cet EP est entièrement composé d'éléments qu'ils ont choisi de ne pas utiliser pour l'album sur lequel ils travaillaient alors, Februus. Les paroles ont été enregistrées par Daniel Ädel du groupe suédois Vildhjarta. Leur objectif était de montrer qu'ils pouvaient sortir quelque chose, alors que Februus prenait longtemps à écrire et à enregistrer.
Le 11 mai 2011, ils signent chez le label britannique Basick Records. Ils embarquent pour leur première tournée au Royaume-Uni en septembre de la même année avec Chimp Spanner et Tesseract. Leur premier album sort finalement le 31 octobre 2011 et reçoit un accueil chaleureux de la critique,. Peu de temps après, le batteur Christian Schreil quitte le groupe pour former Means End avec l'ancien chanteur de Vildhjarta Robert Luciani. À l'approche du festival Euroblast, Mike Malyan du groupe britannique Monuments se propose de servir de remplaçant, jusqu'à l'arrivée de Jean Ferry, qui rejoint Uneven Structure à la fin de l'année 2011.
Le groupe reprend alors les tournées, en première partie de Protest the Hero, Textures et Tesseract sur leurs tournées respectives. Ils participent aussi à un showcase à Londres, avec Chimp Spanner et The Algorithm également chez Basick Records. En 2013, le groupe sort une version réenregistrée de leur premier EP 8, dans le but de faire patienter les fans jusqu'à la finition de leur second album.
Le premier single Funambule, tiré du second album La Partition, édité chez Basick Records, est diffusé le 21 juillet 2015. Il faudra cependant attendre le 24 février 2017 pour que leur second single Incube sorte, cette fois sur le label. L'album sort finalement le 21 avril 2017 alors que le groupe tournait en Europe avec Twelve Foot Ninja. Le groupe tourne beaucoup entre 2017 et 2018.
Uneven Structure sort son troisième album intitulé Paragon le 18 octobre 2019. Le premier single, Innocent, est diffusé pour la première fois le 25 juillet 2019, accompagné d'un clip réalisé par le guitariste du groupe, Igor Omodei.

## Membres

### Membres actuels
- Igor Omodei – guitare (depuis 2008)
- Benoit Friedrich – basse (depuis 2008)
- Matthieu Romarin – chant (depuis 2010)
- Arnaud Verrier – batterie (depuis 2015)

### Membres de tournée
- Matt Ball – basse (depuis 2019)

### Anciens membres
- Daniel Ädel[8],[9],[10] – chant sur l'EP 8 (2009)
- Christian Schreil[11],[12] – batterie (2009–2011)
- Jean Ferry[13] – batterie (2011–2015)
- Aurélien Pereira – guitare  (2008–2016)
- Jérôme Colombelli – guitare (2008–2017)
- Steeves Hostin – guitare (2016–2018)